# Зимомря Микола Іванович
Мико́ла Іва́нович Зимомря (нар. 30 листопада 1946, с. Голятин, Міжгірського району Закарпатської області) — український літературознавець, критик, перекладач, педагог, доктор філологічних наук, професор, академік АН вищої школи України. Член Національної спілки журналістів України (1980), Національної спілки письменників України (2008), Всеукраїнського об'єднання «Письменни Бойківщини». Почесний доктор Ужгородського національного університету.

## Життєпис
Народився 30 листопада 1946 року у с. Голятин Міжгірського району, Закарпаття.
Вчився на відділеннях української та німецької філології Ужгородського університету (1962–1967). Працював учителем німецької мови в Ужгородській СШ № 5 (1966–1967) та в Ужгородському університеті (1967–1993).
1969–1972 — навчання в аспірантурі Берлінського університету ім. Гумбольдта, де захистив кандидатську дисертацію на тему «Сприйняття української літератури в німецькомовних країнах від першовитоків до 1917 р. До історії російсько-українсько-німецьких літературних взаємодій» (1972).
1980–1982 — докторантура при Інституті світової літератури ім. М. Горького АН (Москва); 1984 — захистив докторську дисертацію на тему «Міжлітературні зв'язки та роль перекладу у художньому процесі».
Працював завідувачем кафедр німецької філології УжДУ (1973–1979), іноземних мов (1986–1993), професором Педагогічної академії в Слупську (Польща, 1993–1995), професором Закарпатського Інституту післядипломної освіти (1995–1997), Балтійської гуманістичної вищої школи в Кошаліні (Польща, 1997–2002).
Академік Академії наук Вищої школи України. Від 2003 р. завідує кафедрою теорії та практики перекладу в Дрогобицькому державному педагогічному університеті ім. І. Франка.

## Праці

### Автор
М. Зимомря — автор понад п'ятисот опублікованих праць з проблематики порівняльного літературознавства, перекладознавства, культурознавства. Цій проблематиці присвячені монографічні видання:
- «Сприйняття творчості Тараса Шевченка» (Берлін, 1976),
- «Художній переклад і рецепція в контексті взаємодії літератур» (Ужгород, 1981),
- «Августин Волошин» (1994; 1995),
- «Джерела вічної краси» (1996),
- «Німеччина та Україна: у нарисах взаємодії культур» (1999),
- «Животворна змагальність освіти» (2000),
- «Благодать та її джерела» (2002),
- «Опанування літературного досвіду» (2003),
- «Долі в людях» (2006) та ін.

### Упорядник
Упорядкував та видав твори 

Ольга Рішаві|Ольги Рішаві «Голуба мандрівка», (1979), «Рокам подвоєно ціну» (1996), 

Ю. Боршоша-Кум'ятського («Молитви серця», 1995), 

О. Фельбаби-Косач («Коли цвітуть троянди», 1998), 

М. Слабака («Малинове коло», 2000), 

І. Трача («До тебе, Україно, піснею прийду», 2000), 

Д. Павличка («Наперсток», 2000), 

П. Головчука («Корінням з України», 2000), 

Г. Зимомрі («Верховинські співанки», 2001), 

А. Трембач («Вервиця», 2002), 

О.Петик («Лемківські пороги», 2002), 

Я. Гудемчука («Різноцвіття», 2003), а також низку наукових збірників:
- «Юрій Гуца-Венелін і слов'янський світ» (1992),
- «Професор Іван Гранчак» (1997),
- «Благовісник праці: Науковий збірник на пошану акад. М. Мушинки» (1998),
- «Тотожність та партнерство: Науковий зб. на пошану проф. А. Вірського» (2000),
- «Дар служити науці: Науковий зб. на пошану проф. В. Задорожного» (2001),
- «Джерела інтерпретації: Науковий зб. на пошану проф. Ю. Борєва» (2005; 2006),
- шеститомник «Україна-Польща» (1999–2006) та ін.

### Перекладач
Переклав: 

збірку поезій «Київ у травні» (2001) Д. Павличка — німецькою мовою, 

польськомовні твори «Гармонія псалму» (2003) Олександри Шевелло, 

німецькомовні розділи «Історії карпатських русинів» Михайла Лучкая (2004) — українською мовою, 

а також польськомовну працю Івана Павла ІІ «Встаньте, ходімо!» (2005; співавтор — І. Зимомря).

## Нагороди та відзнаки
- Лауреат Міжнародних літературних премій ім. Івана Кошелівця. (2001) та Б. Лепкого (2005).
- Нагороджений знаками «Відмінник освіти України» (1996), «Петро Могила» (2006).
- Почесний доктор Ужгородського національного університету[2].